# Grochowiska Księże
Grochowiska Księże – wieś w województwie kujawsko-pomorskim, w powiecie żnińskim, w gminie Rogowo.
Wieś duchowna, własność Klasztoru Bożogrobców w Gnieźnie pod koniec XVI wieku leżała w powiecie kcyńskim województwa kaliskiego. W latach 1954–1959 wieś należała i była siedzibą władz gromady Grochowiska Księże, po jej zniesieniu w gromadzie Rogowo. W latach 1975–1998 miejscowość administracyjnie należała do województwa bydgoskiego. Według Narodowego Spisu Powszechnego (III 2011 r.) liczyła 289 mieszkańców. Jest szóstą co do wielkości miejscowością gminy Rogowo.
W miejscowości był przystanek kolei wąskotorowej Grochowiska Księże.